# Grand Prix Singapuru 2015

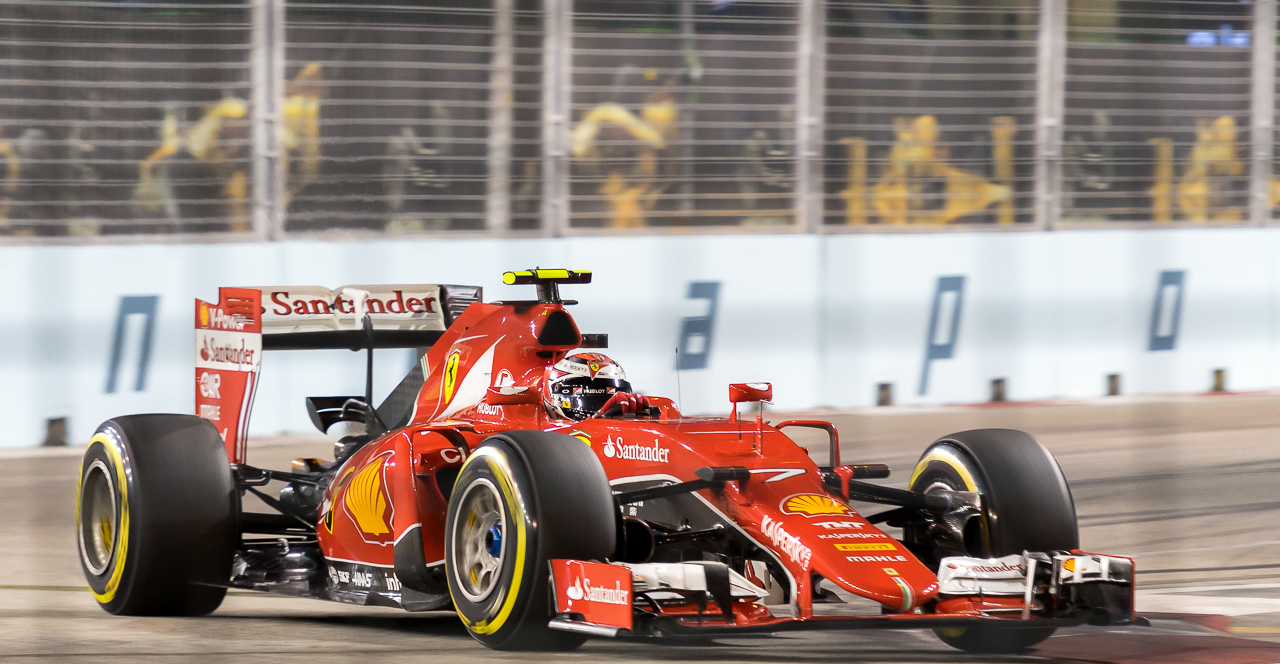
Kimi Räikkönen podczas Grand Prix Singapuru 2015

Grand Prix Singapuru 2015 (oficjalnie 2015 Formula 1 Singapore Airlines Singapore Grand Prix) – trzynasta eliminacja Mistrzostw Świata Formuły 1 w sezonie 2015. Grand Prix odbyło się w dniach 18–20 września 2015 roku na torze Marina Bay Street Circuit w Singapurze.

## Lista startowa
Źródło: Wyprzedź Mnie!
Na niebieskim tle kierowcy biorący udział jedynie w piątkowych treningach
| Nr | Kierowca         | Zespół                        | Samochód               | Silnik                         | Opony |
| -- | ---------------- | ----------------------------- | ---------------------- | ------------------------------ | ----- |
| 3  | Daniel Ricciardo | Infiniti Red Bull Racing      | Red Bull RB11          | Renault Energy F1-2015 1.6T V6 | P     |
| 5  | Sebastian Vettel | Scuderia Ferrari              | Ferrari SF15-T         | Ferrari 059/4 1.6T V6          | P     |
| 6  | Nico Rosberg     | Mercedes AMG Petronas F1 Team | Mercedes F1 W06 Hybrid | Mercedes-Benz PU106B 1.6T V6   | P     |
| 7  | Kimi Räikkönen   | Scuderia Ferrari              | Ferrari SF15-T         | Ferrari 059/4 1.6T V6          | P     |
| 8  | Romain Grosjean  | Lotus F1 Team                 | Lotus E23 Hybrid       | Mercedes-Benz PU106B 1.6T V6   | P     |
| 9  | Marcus Ericsson  | Sauber F1 Team                | Sauber C34             | Ferrari 059/4 1.6T V6          | P     |
| 11 | Sergio Pérez     | Sahara Force India F1 Team    | Force India VJM08      | Mercedes-Benz PU106B 1.6T V6   | P     |
| 12 | Felipe Nasr      | Sauber F1 Team                | Sauber C34             | Ferrari 059/4 1.6T V6          | P     |
| 13 | Pastor Maldonado | Lotus F1 Team                 | Lotus E23 Hybrid       | Mercedes-Benz PU106B 1.6T V6   | P     |
| 14 | Fernando Alonso  | McLaren Mercedes              | McLaren MP4-30         | Honda RA615H 1.6T V6           | P     |
| 19 | Felipe Massa     | Williams Martini Racing       | Williams FW37          | Mercedes-Benz PU106B 1.6T V6   | P     |
| 22 | Jenson Button    | McLaren Mercedes              | McLaren MP4-30         | Honda RA615H 1.6T V6           | P     |
| 26 | Daniił Kwiat     | Infiniti Red Bull Racing      | Red Bull RB11          | Renault Energy F1-2015 1.6T V6 | P     |
| 27 | Nico Hülkenberg  | Sahara Force India F1 Team    | Force India VJM08      | Mercedes-Benz PU106B 1.6T V6   | P     |
| 28 | Will Stevens     | Manor Marussia F1 Team        | Marussia MR03B         | Ferrari 059/3 1.6T V6          | P     |
| 33 | Max Verstappen   | Scuderia Toro Rosso           | Toro Rosso STR10       | Renault Energy F1-2015 1.6T V6 | P     |
| 44 | Lewis Hamilton   | Mercedes AMG Petronas F1 Team | Mercedes F1 W06 Hybrid | Mercedes-Benz PU106B 1.6T V6   | P     |
| 53 | Alexander Rossi  | Manor Marussia F1 Team        | Marussia MR03B         | Ferrari 059/3 1.6T V6          | P     |
| 55 | Carlos Sainz Jr. | Scuderia Toro Rosso           | Toro Rosso STR10       | Renault Energy F1-2015 1.6T V6 | P     |
| 77 | Valtteri Bottas  | Williams Martini Racing       | Williams FW37          | Mercedes-Benz PU106B 1.6T V6   | P     |
| Nr | Kierowca         | Zespół                        | Samochód               | Silnik                         | Opony |

## Wyniki

### Sesje treningowe
Źródło: Wyprzedź Mnie!
| Sesja | Nr | Kierowca         | Konstruktor      | Czas     | Okr. |
| ----- | -- | ---------------- | ---------------- | -------- | ---- |
| 1     | 6  | Nico Rosberg     | Mercedes         | 1:47,995 | 27   |
| 2     | 26 | Daniił Kwiat     | Red Bull–Renault | 1:46,142 | 34   |
| 3     | 5  | Sebastian Vettel | Ferrari          | 1:45,682 | 12   |

### Kwalifikacje
Źródło: Wyprzedź Mnie!
| Poz. | Nr | Kierowca         | Konstruktor          | Q1       | Q2       | Q3       | Poz. s. |
| --- | --- | ---------------- | -------------------- | -------- | -------- | -------- | ------- |
| 1 | 5 | Sebastian Vettel | Ferrari              | 1:46,017 | 1:44,743 | 1:43,885 | 1       |
| 2 | 3 | Daniel Ricciardo | Red Bull–Renault     | 1:46,166 | 1:45,291 | 1:44,428 | 2       |
| 3 | 7 | Kimi Räikkönen   | Ferrari              | 1:46,467 | 1:45,140 | 1:44,667 | 3       |
| 4 | 26 | Daniił Kwiat     | Red Bull–Renault     | 1:45,340 | 1:44,979 | 1:44,745 | 4       |
| 5 | 44 | Lewis Hamilton   | Mercedes             | 1:45,765 | 1:45,650 | 1:45,300 | 5       |
| 6 | 6 | Nico Rosberg     | Mercedes             | 1:46,201 | 1:45,653 | 1:45,415 | 6       |
| 7 | 77 | Valtteri Bottas  | Williams–Mercedes    | 1:46,231 | 1:45,887 | 1:45,676 | 7       |
| 8 | 33 | Max Verstappen   | Toro Rosso–Renault   | 1:46,483 | 1:45,635 | 1:45,798 | 8       |
| 9 | 19 | Felipe Massa     | Williams–Mercedes    | 1:46,879 | 1:45,701 | 1:46,077 | 9       |
| 10 | 8 | Romain Grosjean  | Lotus–Mercedes       | 1:46,860 | 1:45,805 | 1:46,413 | 10      |
| 11 | 27 | Nico Hülkenberg  | Force India–Mercedes | 1:46,669 | 1:46,305 | –        | 11      |
| 12 | 14 | Fernando Alonso  | McLaren–Honda        | 1:46,600 | 1:46,328 | –        | 12      |
| 13 | 11 | Sergio Pérez     | Force India–Mercedes | 1:46,576 | 1:46,385 | –        | 13      |
| 14 | 55 | Carlos Sainz Jr. | Toro Rosso–Renault   | 1:46,465 | 1:46,894 | –        | 14      |
| 15 | 22 | Jenson Button    | McLaren–Honda        | 1:46,891 | 1:47,019 | –        | 15      |
| 16 | 12 | Felipe Nasr      | Sauber–Ferrari       | 1:46,965 | –        | –        | 16      |
| 17 | 9 | Marcus Ericsson  | Sauber–Ferrari       | 1:47,088 | –        | –        | 17      |
| 18 | 13 | Pastor Maldonado | Lotus–Mercedes       | 1:47,323 | –        | –        | 18      |
| 19 | 28 | Will Stevens     | Marussia–Ferrari     | 1:51,021 | –        | –        | 19      |
| 20 | 53 | Alexander Rossi  | Marussia–Ferrari     | 1:51,523 | –        | –        | 20      |
| Poz. | Nr | Kierowca         | Konstruktor          | Q1       | Q2       | Q3       | Poz. s. |
| \| Legenda \| Legenda \| \| ------------------------ \| ---------------------------------------------------------------------------------------------------------------------------------------------------------------------------------------------------------------------------------------------------------------- \| \| Poz. Nr Q1 Q2 Q3 Poz. s. \| Pozycja zajęta w sesji kwalifikacyjnej Numer startowy kierowcy Wynik uzyskany w pierwszej części kwalifikacji Wynik uzyskany w drugiej części kwalifikacji Wynik uzyskany w trzeciej części kwalifikacji Pozycja startowa po uwzględnięniu kar, przesunięć, itp. \| | |                  |                      |          |          |          |         |
| Legenda | |                  |                      |          |          |          |         |
| Poz. Nr Q1 Q2 Q3 Poz. s. | Pozycja zajęta w sesji kwalifikacyjnej Numer startowy kierowcy Wynik uzyskany w pierwszej części kwalifikacji Wynik uzyskany w drugiej części kwalifikacji Wynik uzyskany w trzeciej części kwalifikacji Pozycja startowa po uwzględnięniu kar, przesunięć, itp. |                  |                      |          |          |          |         |

### Wyścig
Źródło: Wyprzedź Mnie!
| P                 | + / –     | Nr | Kierowca         | Konstruktor          | Okr. | Czas / Strata | Komentarz       |
| ----------------- | --------- | -- | ---------------- | -------------------- | ---- | ------------- | --------------- |
| 1                 | Bez zmian | 5  | Sebastian Vettel | Ferrari              | 61   | 2h01m22,118   |                 |
| 2                 | Bez zmian | 3  | Daniel Ricciardo | Red Bull–Renault     | 61   | +0:01,478     |                 |
| 3                 | Bez zmian | 7  | Kimi Räikkönen   | Ferrari              | 61   | +0:17,154     |                 |
| 4                 | 2         | 6  | Nico Rosberg     | Mercedes             | 61   | +0:24,720     |                 |
| 5                 | 2         | 77 | Valtteri Bottas  | Williams–Mercedes    | 61   | +0:34,204     |                 |
| 6                 | 2         | 26 | Daniił Kwiat     | Red Bull–Renault     | 61   | +0:35,508     |                 |
| 7                 | 6         | 11 | Sergio Pérez     | Force India–Mercedes | 61   | +0:50,836     |                 |
| 8                 | Bez zmian | 33 | Max Verstappen   | Toro Rosso–Renault   | 61   | +0:51,450     |                 |
| 9                 | 5         | 55 | Carlos Sainz Jr. | Toro Rosso–Renault   | 61   | +0:52,860     |                 |
| 10                | 6         | 12 | Felipe Nasr      | Sauber–Ferrari       | 61   | +1:30,045     |                 |
| 11                | 6         | 9  | Marcus Ericsson  | Sauber–Ferrari       | 61   | +1:37,507     |                 |
| 12                | 6         | 13 | Pastor Maldonado | Lotus–Mercedes       | 61   | +1:37,718     |                 |
| 13                | 3         | 8  | Romain Grosjean  | Lotus–Mercedes       | 59   | +2 okr.       | skrzynia biegów |
| 14                | 6         | 53 | Alexander Rossi  | Marussia–Ferrari     | 59   | +2 okr.       |                 |
| 15                | 4         | 28 | Will Stevens     | Marussia–Ferrari     | 59   | +2 okr.       |                 |
| Niesklasyfikowani |           |    |                  |                      |      |               |                 |
|                   |           | 22 | Jenson Button    | McLaren–Honda        | 52   | +9 okr.       | skrzynia biegów |
|                   |           | 14 | Fernando Alonso  | McLaren–Honda        | 33   | +28 okr.      | skrzynia biegów |
|                   |           | 44 | Lewis Hamilton   | Mercedes             | 32   | +29 okr.      | przepustnica    |
|                   |           | 19 | Felipe Massa     | Williams–Mercedes    | 30   | +31 okr.      | skrzynia biegów |
|                   |           | 27 | Nico Hülkenberg  | Force India–Mercedes | 12   | +49 okr.      | kolizja z Massą |
| P                 | + / –     | Nr | Kierowca         | Konstruktor          | Okr. | Czas / Strata | Komentarz       |

### Najszybsze okrążenie
Źródło: Wyprzedź Mnie!
| Nr | Kierowca         | Konstruktor      | Czas     | Okr. |
| -- | ---------------- | ---------------- | -------- | ---- |
| 3  | Daniel Ricciardo | Red Bull–Renault | 1:50,041 | 52   |

## Prowadzenie w wyścigu
Źródło: Racing–Reference.info
| Nr                              | Kierowca         | Okrążenia | Suma |
| ------------------------------- | ---------------- | --------- | ---- |
| 5                               | Sebastian Vettel | 1-61      | 61   |
| \| Wykres \| \| ------ \| \| \| |                  |           |      |
| Wykres                          |                  |           |      |
|                                 |                  |           |      |

## Klasyfikacja po zakończeniu wyścigu

### Kierowcy
| P                 | +/− | Kierowca         | Starty | Punkty | P1 | P2 | P3 | PP | NO | NS |
| ----------------- | --- | ---------------- | ------ | ------ | -- | -- | -- | -- | -- | -- |
| 1                 | 0   | Lewis Hamilton   | 13     | 252    | 7  | 3  | 1  | 11 | 5  | 1  |
| 2                 | 0   | Nico Rosberg     | 13     | 211    | 3  | 5  | 2  | 1  | 3  | –  |
| 3                 | 0   | Sebastian Vettel | 13     | 203    | 3  | 2  | 4  | 1  | –  | –  |
| 4                 | +1  | Kimi Räikkönen   | 13     | 107    | –  | 1  | 1  | –  | 2  | 3  |
| 5                 | +1  | Valtteri Bottas  | 12     | 101    | –  | –  | 1  | –  | –  | –  |
| 6                 | −2  | Felipe Massa     | 13     | 97     | –  | –  | 2  | –  | –  | 1  |
| 7                 | +1  | Daniel Ricciardo | 13     | 73     | –  | 1  | 1  | –  | 3  | 2  |
| 8                 | −1  | Daniił Kwiat     | 12     | 66     | –  | 1  | –  | –  | –  | 1  |
| 9                 | +1  | Sergio Pérez     | 13     | 39     | –  | –  | –  | –  | –  | 1  |
| 10                | −1  | Romain Grosjean  | 13     | 38     | –  | –  | 1  | –  | –  | 4  |
| 11                | +1  | Max Verstappen   | 13     | 30     | –  | –  | –  | –  | –  | 4  |
| 12                | −1  | Nico Hülkenberg  | 12     | 30     | –  | –  | –  | –  | –  | 3  |
| 13                | 0   | Felipe Nasr      | 12     | 17     | –  | –  | –  | –  | –  | –  |
| 14                | 0   | Pastor Maldonado | 13     | 12     | –  | –  | –  | –  | –  | 8  |
| 15                | 0   | Fernando Alonso  | 12     | 11     | –  | –  | –  | –  | –  | 6  |
| 16                | 0   | Carlos Sainz Jr. | 13     | 11     | –  | –  | –  | –  | –  | 5  |
| 17                | 0   | Marcus Ericsson  | 13     | 9      | –  | –  | –  | –  | –  | 1  |
| 18                | 0   | Jenson Button    | 12     | 6      | –  | –  | –  | –  | –  | 5  |
| 19                | 0   | Roberto Merhi    | 11     | 0      | –  | –  | –  | –  | –  | 1  |
| 20                | 0   | Will Stevens     | 11     | 0      | –  | –  | –  | –  | –  | 1  |
| 21                | N   | Alexander Rossi  | 1      | 0      | –  | –  | –  | –  | –  | –  |
| Niesklasyfikowani |     |                  |        |        |    |    |    |    |    |    |
|                   |     | Kevin Magnussen  | –      | –      | –  | –  | –  | –  | –  | –  |
| P                 | +/− | Kierowca         | Starty | Punkty | P1 | P2 | P3 | PP | NO | NS |

### Konstruktorzy
| P  | +/− | Konstruktor             | Starty | Punkty | P1 | P2 | P3 | PP | NO | NS |
| -- | --- | ----------------------- | ------ | ------ | -- | -- | -- | -- | -- | -- |
| 1  | 0   | Mercedes                | 26     | 463    | 10 | 8  | 3  | 12 | 8  | 1  |
| 2  | 0   | Ferrari                 | 26     | 310    | 3  | 3  | 5  | 1  | 2  | 3  |
| 3  | 0   | Williams Mercedes       | 25     | 198    | –  | –  | 3  | –  | –  | 1  |
| 4  | 0   | Red Bull Racing Renault | 25     | 139    | –  | 2  | 1  | –  | 3  | 3  |
| 5  | 0   | Force India Mercedes    | 25     | 69     | –  | –  | –  | –  | –  | 4  |
| 6  | 0   | Lotus Mercedes          | 26     | 50     | –  | –  | 1  | –  | –  | 12 |
| 7  | 0   | STR Renault             | 26     | 41     | –  | –  | –  | –  | –  | 9  |
| 8  | 0   | Sauber Ferrari          | 25     | 26     | –  | –  | –  | –  | –  | 1  |
| 9  | 0   | McLaren Honda           | 24     | 17     | –  | –  | –  | –  | –  | 11 |
| 10 | 0   | Marussia Ferrari        | 23     | 0      | –  | –  | –  | –  | –  | 2  |
| P  | +/− | Konstruktor             | Starty | Punkty | P1 | P2 | P3 | PP | NO | NS |